# Secret Game
Das Secret Game (dt. Geheimspiel) war das erste Basketballspiel in den Südstaaten der USA, das zwischen einer weißen und einer schwarzen Mannschaft ausgetragen wurde. Das Spiel fand am 12. März 1944, an einem Sonntagvormittag, zwischen dem weißen Team der Duke University und dem schwarzen Team der North Carolina Central University (NCCU), damals noch North Carolina College for Negroes (NCC), in Durham, North Carolina statt. Erst am 31. März 1996 wurde dieses Spiel, welches „zum Symbol für den Widerstand gegen Jim Crow außerhalb der Bürgerrechtsbewegung wurde“, einer breiten Öffentlichkeit bekannt. Scott Ellsworth, ein Historiker und Duke-Absolvent, schrieb damals darüber einen Artikel in der New York Times. Im Jahre 2015 veröffentlichte er die Geschichte dieses Spiels unter dem Titel The Secret Game. A Wartime Story of Courage, Change, and Basketball’s Lost Triumph als Buch. 

## Die Welt von Jim Crow
Jim Crow ist die Symbolfigur einer allgemein negativen und stereotypen Sicht auf Schwarze in den USA. Die nach ihr benannten Gesetze dienten dazu, die Rassentrennung zu etablieren und prägten die gesellschaftlichen und politischen Realitäten der 1940er Jahre in den Südstaaten. Sie führten zu einer extremen Rassentrennung im Alltag und sorgten dafür, dass Kontakte zwischen Weißen und Schwarzen verpönt waren. Wenn es trotzdem dazu kam und weiße Mitbürger davon Kenntnis erhielten, hagelte es Proteste, Verunglimpfungen oder gar Bedrohungen. Dass in einem solchen Rahmen ein weißes und ein schwarzes Team sich wagten, ein gemeinsames Spiel auszutragen, grenzte an ein Wunder und war nur unter strengster Geheimhaltung möglich.
Ernst Moritz Manasse, ein wegen seiner jüdischen Herkunft aus Deutschland emigrierter Wissenschaftler, der seit September 1939 als einziger Weißer an der NCCU unterrichtete, beschreibt die damalige Situation folgendermaßen: 

“For me it was a great difficulty that I could not invite my colleagues and my students to the house. A colleague of mine brought me home in a car – we had no car for the first 14 years – and I asked him in for a cup of coffee. I was called to come to the rental office; the neighbors had complained that I had a Negro visitor who was not working in my house. And six weeks later the same thing happened again, and I was called again and told the neighbors won’t stand for this and, if it happens again, he would shoot. Not at me, but at my colleague.”

„Für mich war es eine große Schwierigkeit, dass ich meine Kollegen und meine Studenten nicht zu mir nach Hause einladen konnte. Ein Kollege brachte mich mit dem Auto nach Hause – wir hatten die ersten 14 Jahre kein Auto – und ich bat ihn auf eine Tasse Kaffee herein. Ich wurde ins Büro des Vermieters gerufen; die Nachbarn hatten sich beschwert, dass ich einen Neger zu Besuch hatte, der nicht in meinem Haus arbeitete. Und sechs Wochen später passierte das Gleiche noch einmal, und man rief mich wieder an und sagte mir, die Nachbarn würden das nicht dulden, und wenn es noch einmal passiere, würde er schießen. Nicht auf mich, sondern auf meinen Kollegen.“

Von der Gewaltandrohung zur Gewaltausübung war es zu dieser Zeit nur ein kurzer Schritt, wie Scott Ellsworth in einem Interview mit der Chicago Tribune über einen Vorfall zur Zeit des Secret Game berichtet: 

“That same year in Durham, an African-American G.I., an Army soldier in uniform, refused to move to the rear of a Durham city bus and got into an argument with the white bus driver, who then murdered the soldier. An all-white jury exonerated the bus driver after deliberating for 20 minutes.”

„Im selben Jahr weigerte sich in Durham ein afroamerikanischer G.I., ein Armeesoldat in Uniform, in den hinteren Teil eines Busses der Stadt Durham zu steigen und geriet in einen Streit mit dem weißen Busfahrer, der den Soldaten daraufhin ermordete. Eine ausschließlich weiße Jury sprach den Busfahrer nach 20 Minuten Beratung frei.“

Marianne Manasse, die Ehefrau von Ernst Moritz Manasse, musste am eigenen Leib erfahren, was es heißt, sich über die Rassenschranken hinwegsetzen zu wollen. Ihr Sohn Gabriel berichtet hierüber: 

“I remember very vividly an incident when I was with my mother on the bus. A pregnant black lady got on the bus and in those days blacks sat from the back forward and the whites from front backward. And we were close to the place where those came together and there really were no other seats. And my mother – we had been in separate seats – picked me up and put me in her lap so that the black pregnant lady could sit down, which she did, at which point the bus driver stopped the bus and threw us off.”

„Ich erinnere mich sehr lebhaft an einen Vorfall, als ich mit meiner Mutter im Bus saß. Eine schwangere Schwarze stieg in den Bus ein, und damals saßen die Schwarzen von hinten nach vorne und die Weißen von vorne nach hinten. Wir befanden uns in der Nähe der Stelle, an der sie zusammenkamen, und es gab wirklich keine anderen Plätze. Und meine Mutter – wir hatten getrennte Sitze – nahm mich auf den Schoß, damit die schwarze schwangere Frau sich setzen konnte, was sie auch tat, woraufhin der Busfahrer den Bus anhielt und uns hinauswarf.“

Diese in den Südstaaten allgegenwärtige Segregation machte auch vor den Bildungseinrichtungen nicht halt. Es gab eben das North Carolina College for Negroes (NCC), eine von elf ausschließlich Schwarzen zugänglichen Bildungseinrichtungen in North Carolina, und es gab das „Duke“, die Duke University:

“Duke, of course, was rigidly segregated in those days. The faculty, student body, and administration were all white, while the only African Americans to be seen on campus were maids, cafeteria staff, and service workers. Indeed, when the Harvard Glee Club was scheduled to sing in the chapel just before Easter in 1941, officials at Duke told the Cambridge group to either leave their one African-American member at home – or not come at all. Blacks in Durham regularly avoided going anywhere near campus.”

„In Duke herrschte zu jener Zeit strikte Rassentrennung. Der Lehrkörper, die Studentenschaft und die Verwaltung waren alle weiß, während die einzigen Afroamerikaner, die auf dem Campus zu sehen waren, Zimmermädchen, Cafeteria-Mitarbeiter und Servicekräfte waren. Als der Harvard Glee Club kurz vor Ostern 1941 in der Kapelle singen sollte, forderten die Verantwortlichen in Duke die Gruppe aus Cambridge auf, ihr einziges afroamerikanisches Mitglied entweder zu Hause zu lassen – oder gar nicht erst zu kommen. Schwarze in Durham vermieden es meist, in die Nähe des Campus zu gehen.“

Dies alles in Rechnung stellend, resümiert Scott Ellsworth die historische Situation, in der das Basketballspiel 1944 stattfand: 

“It was a huge deal. For one thing, you had white people who were agreeing to play on the same social level as African-Americans. These were people who’d been taught all their lives that you never call a black person „Mr.“ or „Mrs.“, and so on. You just lived in two separate worlds. On the other hand, it was really dangerous, what they were doing. […] The young men, black and white, who played the Secret Game, took a real chance. They could have ended up in jail.”

„Das war eine große Sache. Zum einen waren da Weiße, die sich bereit erklärten, auf der gleichen sozialen Ebene wie Afroamerikaner zu spielen. Das waren Leute, denen man ihr ganzes Leben lang beigebracht hatte, dass man Schwarze niemals mit ,Mr.‘ oder ,Mrs.‘ anspricht usw. Sie lebten einfach in zwei getrennten Welten. Andererseits war es wirklich gefährlich, was sie da taten. […] Die jungen Männer, Schwarze und Weiße, die an dem geheimen Spiel teilnahmen, gingen ein hohes Risiko ein. Sie hätten im Knast landen können.“

## Das streng geheimgehaltene Spiel
Die gesellschaftliche Rassentrennung machte in den vierziger Jahren des vorigen Jahrhunderts selbst vor dem Sport nicht halt. Teams aus den Schwarzen-Colleges waren aus der „National Collegiate Athletic Association (NCAA)“ und aus der „National Invitational Tournament (NIT)“ ausgesperrt. Nur wenige Menschen wagten es damals, sich über die gängigen Südstaaten-Normen hinwegzusetzen. Dazu gehörten unter anderem Duke-Professoren, von denen einige begonnen hatten, sich geheim mit Kollegen vom North Carolina College for Negroes (NCC) zu treffen – so lange zumindest, bis der Ku-Klux-Klan davon erfuhr und androhte, das Haus, in dem die Treffen stattfanden, niederzubrennen. Nicht weniger gewagt waren die Aktivitäten einiger im Y.M.C.A. organisierten Duke-Studenten. Sie fuhren rüber zum NCC und veranstalteten dort gemischtrassische Gebetstreffen. Scott Ellsworth vermutet, dass aus diesen gewagten Übertretungen der Rassenschranken heraus die Idee für das geheime Basketball-Spiel entstanden ist.
Das NCC-Team, die Eagles, waren ein sehr erfolgreiches Basketball-Team. Zum Zeitpunkt des Secret Game hatten sie nur ein Saisonspiel verloren, und sie hatten einen legendären Trainer: John B. McLendon. Er war ein Schüler des Erfinders des Basketballs, Dr. James Naismith, und an der NCC „from 1937 to 1952 and as head coach from 1941 to 1952, he pioneered basketball’s full court game“. Seine damalige Einschätzung seiner Mannschaft: “We could have beaten anyone.” Nur, die Eagles konnten es nicht unter Beweis stellen, da ihnen Spiele gegen weiße Mannschaften verwehrt waren.
Den Eagles gegenüber standen am 12. März 1944 nicht die „Blue Devils“, das eigentliche Duke-Basketball-Team, sondern ein Team der Duke Medical School. Das war im weitesten Sinne ein Army-Team, gebildet aus militärischem Personal eines Sonderprogramms, das zur medizinischen Ausbildung an die Duke abkommandiert worden war. Trotz seiner zusammengewürfelten Besetzung galt das Team der medizinischen Fakultät der Duke als eines der besten Teams seiner Zeit, dem in den USA sehr bekannte Basketball-Spieler angehörten.
Dass das Spiel tatsächlich stattfinden konnte, ist weitgehend das Verdienst von John B. McLendon und von Jack Burgess, einem Spieler des Duke-Teams und überzeugtem Gegner der Rassentrennung. Er musste vor allem Überzeugungsarbeit unter seinen Teamkollegen leisten, bevor diese der Ehrgeiz packte, das NCC-Team zu schlagen.
Das Spiel selbst war bewusst auf einen Sonntagvormittag gelegt worden. Durhams Bevölkerung war zu dieser Zeit größtenteils in der Kirche, auch die Polizisten. Auf dem Gelände der Duke zu spielen, schien zu gefährlich, weshalb das Spiel auf dem Gelände der NCC stattfand. Geheimhaltung war oberstes Gebot. Was dennoch nicht völlig gelang, wie Scott Ellsworth mit Verweis auf sein Buch feststellte: “So they held the game where it wouldn’t be discovered – although, as we learn in the book, there was some discovery.” Die Spieler der Duke kamen in geliehenen Autos auf den NCC-Campus und eilten sofort in die Sporthalle. Deren Türen wurden vom Trainer John B. McLendon sofort verschlossen, nur die Spieler, die Trainer und ein Schiedsrichter waren in der Halle. Aber einige Studenten hatten von außen eine Möglichkeit gefunden, dennoch einen Blick durch die Hallenfenster zu werfen und das Spielgeschehen zu beobachten.
Das Spiel endete 88 zu 44 für die Eagles. Nach einer kurzen Verschnaufpause gab es ein zweites Spiel, diesmal mit gemischten Teams. Danach zogen sich die beiden Mannschaften in den Männerschlafsaal der NCC zurück und verbrachten nach ihrer Erfrischung noch einige Stunden zusammen, bevor die Duke-Spieler in ihren Autos zurückfuhren. Die Polizei von Durham hat nie etwas von diesem Spiel erfahren, auch nicht die lokalen Zeitungen. Ein Reporter der Carolina Times, der Wochenzeitung für Durhams schwarze Bevölkerung, hatte Wind von der Sache bekommen, vor allem zum Schutz von McLendon jedoch darauf verzichtet, irgendetwas zu publizieren. Die beiden Teams hatten das erste gemischtrassische Basketball-Spiel der Südstaaten gespielt, aber niemand würde je davon erfahren. Das Spiel ist in keinen der offiziellen Sport-Annalen je erwähnt worden. Es hatte nie stattgefunden.

## Die Wiederentdeckung des „Secret Game“
Am 31. März 1996 erschien in der New York Times der Artikel Jim Crow Losses – The Secret Game von Scott Ellsworth. Mit diesem Artikel wurde erstmals das Secret Game aus der Vergessenheit geholt. Wie es dazu gekommen ist, hat Scott Ellsworth – außer in seinem 2015 erschienenen Buch – in mehreren Interviews beschrieben, mit am umfassendsten im „Duke University Alumni Magazine“ vom 26. März 2010. Es war John B. McLendon selber, nachdem er jahrzehntelang darüber gewacht hatte, dass die Öffentlichkeit von diesem Spiel nichts erfuhr, der Mitte der 1990er Jahre Ellsworth in einem Interview auf das Secret Game aufmerksam machte und diesem die Geschichte erzählte. Im „Duke University Alumni Magazine“ beschreibt Ellsworth seine aufwändigen Recherchen, um die Fakten für seine Story hieb- und stichfest zu bekommen.
Nach der Veröffentlichung des New-York-Times-Artikels stand Ellsworth im Zentrum des Medieninteresses. Viele unvergessliche Momente verbindet er seitdem mit dem vormals vergessenen Spiel vom 12. März 1944. Aber:

“One moment, perhaps, stands out more than the others. To accompany my original story, I had arranged for a reunion of some of the surviving players in Durham, where we would take a group photograph in the gymnasium where they had made history. It was the first time that the two teams – and Coach McLendon – had seen each other in fifty-two years. As they walked out onto the gymnasium floor, I got shivers up my spine. […] As the photo session ran on – first one hour, then another – they were off in their own universe, telling stories and swapping tales from a lostmorning a half-century earlier. They were no longer two teams, but one. And as I looked out across that ragged old gym floor, I knew just what to call them. Champions.”

„Ein Moment ragt vielleicht mehr heraus als die anderen. Zu meiner ursprünglichen Geschichte hatte ich ein Wiedersehen mit einigen der überlebenden Spieler in Durham arrangiert, wo wir ein Gruppenfoto in der Sporthalle machen wollten, in der sie Geschichte geschrieben hatten. Es war das erste Mal, dass sich die beiden Mannschaften – und Trainer McLendon – nach 52 Jahren wiedersahen. Als sie den Boden der Sporthalle betraten, lief mir ein Schauer über den Rücken. […] Während des Fototermins – erst eine Stunde, dann eine weitere – waren sie in ihrer eigenen Welt, erzählten Geschichten und tauschten sich über einen vergessenen Vormittag vor einem halben Jahrhundert aus. Sie waren nicht mehr zwei Teams, sondern eines. Und als ich über den zerlumpten Boden der alten Turnhalle blickte, wusste ich, wie ich sie nennen sollte. Champions.“

Interviewte Spieler von damals bestätigten Ellsworth, wie sehr das Secret Game ihr Leben verändert hat. Duke-Spieler bekannten, dass sie danach sensibler in der Frage der Rassentrennung geworden seien, und fast alle NCC-Spieler verließen in der Folge den Süden. Und so lautet die Bilanz für Scott Ellsworth: 

“But the greatest impact of the Secret Game, perhaps, would be in helping to seed the idea of a different kind of South. For even though the game had been deliberately kept secret, word of it leaked out here and there – and nowhere more powerfully than among those who looked one day to the end of segregation. ‘Before we could have a civil rights movement in the streets,’ one elderly Durham activist once told me, ‘we had to have one in our minds.’ Knowledge of the Secret Game was a part of that: It was a narrative that said that Jim Crow did not have to exist, and that whites and blacks could face each other on equal terms. It was a powerful – and persistent – idea. […] The Secret Game was both a civil-rights and athletic milestone. But more important, it was a courageous act that was ahead of its time, a thread in the tapestry of racial change at Duke whose powerful message of equality, seven decades later, still speaks to our time.”

„Aber die stärkste Wirkung des Geheimen Spiels war es vielleicht, dabei zu helfen, die Idee eines anderen Südens aufkeimen zu lassen. Denn obwohl das Spiel bewusst geheim gehalten worden war, hatte es sich dennoch hier und da herumgesprochen - besonders bei denen, welche auf den Tag blickten, an dem die Rassentrennung enden würde. ,Bevor wir eine Bürgerrechtsbewegung auf der Straße haben konnten‘, erzählte mir einmal ein älterer Aktivist aus Durham, ,mussten wir eine in unseren Köpfen haben‘. Das Wissen um das Geheime Spiel war ein Teil davon: es war eine Erzählung, die besagte, dass Jim Crow nicht existieren musste, und dass Weiße und Schwarze einander gleichberechtigt begegnen konnten. Es war eine mächtige – und hartnäckige – Idee. […] Das Geheime Spiel war sowohl ein Meilenstein für die Bürgerrechte als auch für den Sport. Aber noch wichtiger ist, dass es ein mutiger Akt war, der seiner Zeit voraus war, ein Faden im Wandteppich des Rassenwandels in Duke, dessen kraftvolle Botschaft der Gleichberechtigung sieben Jahrzehnte später immer noch zu unserer Zeit spricht.“